# VR Bank Südpfalz
Die VR Bank Südpfalz eG ist eine selbständige, regional tätige Genossenschaftsbank in Rheinland-Pfalz. Die Hauptstelle der VR Bank Südpfalz befindet sich in Landau in der Pfalz. 

## Geschichte
Die VR Bank Südpfalz hat ihren Ursprung in der genossenschaftlichen Idee. Ihre Wurzeln reichen bis ins Jahr 1865 zurück. Nach vielen Fusionen entstand im Jahr 1995 durch den Zusammenschluss der Südpfälzer Volks- und Raiffeisenbank eG Landau und der Raiffeisenbank Südpfalz eG Rülzheim die VR Bank Südpfalz eG. Weitere südpfälzische Genossenschaftsbanken schlossen sich der VR Bank Südpfalz an: 1996 die Raiffeisenbank Weingarten und 1999 die Raiffeisenbank Unteres Queichtal und Freckenfeld. Ab 2000 dehnte sich das Geschäftsgebiet der VR Bank Südpfalz in nördlicher Richtung aus. Begonnen mit der Raiffeisenbank Neustadt/Süd eG folgte 2002 die Fusion mit der Volksbank Raiffeisenbank eG Edenkoben-Maikammer und 2008 die Fusion mit der Raiffeisenbank Oberhaardt-Gäu eG.

## Mitgliedschaft
Als Genossenschaftsbank dient sie der Förderung ihrer Mitglieder. Stand Ende 2023 hatten 50.840 Personen eine Mitgliedschaft bei der Bank.

## Tochtergesellschaften
- VR Baulandentwicklungsgesellschaft Südpfalz mbH
- Vinothek Südliche Weinstraße-Landau GmbH
- vidone GmbH
- VR Energiegenossenschaft Südpfalz eG
- VR Betriebsservice GmbH
- VR Immobilienmanagement GmbH
- CUX GmbH
- FIBA ImmoHyp GmbH
- VRG Immobiliengesellschaft mbH
- GeRo Flair Development GmbH & Co. KG
- VR Invest 1 GmbH